# Anthrax incomptus
Anthrax incomptus är en tvåvingeart som beskrevs av Walker 1849. Anthrax incomptus ingår i släktet Anthrax och familjen svävflugor. Inga underarter finns listade i Catalogue of Life.